# Mullsjö
För andra betydelser, se Mullsjö (olika betydelser).
Mullsjö är en tätort och centralort i Mullsjö kommun i Jönköpings län. Orten hör till landskapet Västergötland. Mullsjö ligger intill sjön Mullsjön, cirka 25 kilometer nordväst om Jönköping. Ryfors bruk är en bit kulturhistoria strax väster om tätorten. 

## Befolkningsutveckling
| Befolkningsutvecklingen i Mullsjö 1960–2020 | Befolkningsutvecklingen i Mullsjö 1960–2020 | Befolkningsutvecklingen i Mullsjö 1960–2020 | Befolkningsutvecklingen i Mullsjö 1960–2020 | Befolkningsutvecklingen i Mullsjö 1960–2020 |
| ------------------------------------------- | ------------------------------------------- | ------------------------------------------- | ------------------------------------------- | ------------------------------------------- |
|                                             |                                             |                                             |                                             |                                             |
| År                                          |                                             |                                             | Folkmängd                                   | Areal (ha)                                  |
| 1960                                        | 1960                                        |                                             | 1 655                                       |                                             |
| 1965                                        | 1965                                        |                                             | 1 999                                       |                                             |
| 1970                                        | 1970                                        |                                             | 2 241                                       |                                             |
| 1975                                        | 1975                                        |                                             | 3 454                                       |                                             |
| 1980                                        | 1980                                        |                                             | 4 711                                       |                                             |
| 1990                                        | 1990                                        |                                             | 5 614                                       | 474                                         |
| 1995                                        | 1995                                        |                                             | 5 640                                       | 490                                         |
| 2000                                        | 2000                                        |                                             | 5 477                                       | 493                                         |
| 2005                                        | 2005                                        |                                             | 5 508                                       | 496                                         |
| 2010                                        | 2010                                        |                                             | 5 452                                       | 505                                         |
| 2015                                        | 2015                                        |                                             | 5 584                                       | 537                                         |
| 2018                                        | 2018                                        |                                             | 5 741                                       | 540                                         |
| 2020                                        | 2020                                        |                                             | 5 755                                       | 545                                         |
|                                             |                                             |                                             |                                             |                                             |

## Samhället
Mullsjö består av boendeområdena Bosebygd, Sjöryd, Havstenshult, Fisket, Torestorp, Gunnarsbo och industriområdet Gyllenfors. I Mullsjö finns en stark industri där bland annat Kongsberg Automotive är störst. 
Mullsjö Folkhögskola bedriver verksamhet året om. På somrarna är det full aktivitet med ett stort utbud av sommarkurser och den resterande delen av året är där fullt med elever. Tidigare fanns i anslutning till folkhögskolan en gymnasieskola, Mullsjögymnasiet, som var aktiv mellan 1997 och 2011, då den lades ned. Skolan hade bland annat innebandy som inriktning. 
Befolkningstillväxten i Mullsjö kommun är liten men man exploaterar på flera sätt, dels genom det kommunala bostadsbolaget Mullsjö Bostäder som fortlöpande bygger nya centrala flerbostadshus, dels genom upprättande av nya bostadsområden på vilka allmänheten kan bygga sina hus. Ett sådant område är Ruders Hagar.

## Namnet
Namnet på samhället Mullsjö är överfört från den intilliggande Mullsjön, från början till den station som öppnade för trafik 1862. Sjöns namn är belagt första gången 1481 (Mulsiøø). Förledets betydelse är oklar.

## Kommunikationer
Mullsjö ligger längs riksväg 26/47 och har en järnvägsstation utmed Jönköpingsbanan, som under mitten av 2000-talet blev resecentrum. 

## Idrott
I Mullsjö finns innebandyklubben Mullsjö AIS, vars herrlag spelar i Svenska superligan. Här finns också skid- och orienteringsklubben Mullsjö SOK, Mullsjö alpina skidklubb (MAS), samt fotbollsföreningen Mullsjö IF.